# Himmelried
Himmelried é uma comuna da Suíça, situada no distrito de Thierstein, no cantão de Soleura. Tem 6,00 km² de área e sua população em 2018 foi estimada em 909 habitantes.